# Muhammad II ibn al-Husayn
Muhàmmad II Bay ibn Hussayn (àrab: محمد باي بن حسين, Muḥammad Bāy b. Ḥusayn) (Tunis, 18 de setembre de 1811 - La Marsa, 20 de setembre de 1859) fou bei de Tunis, de la dinastia husaynita de Tunísia de 1855 a 1859. Era general de divisió de l'exèrcit otoma des del 1840.
Ahmad I ibn Mustafà va morir sense fills (el seu únic fill havia mort infant) el 30 de maig de 1855. La successió va passar a Muhammad II que era fill d'al-Husayn II ibn Mahmud. Com a ministre principal tenia a Mustafà Khaznadar que fou mantingut, però en va nomenar d'altres per llocs importants entre els quals Khayr al-Din Paixà que després l'havia de succeir. La Porta otomana li va concedir el rang de mariscal el dia 7 d'agost de 1855.
Era un partidari declarat de les reformes interiors, i va establir l'impost de la majba o capitació, promulgant el 10 de setembre de 1857 el Pacte Fonamental que seguia l'exemple del Khatt-i hümayun de l'Imperi Otomà del 1856, que establia la llibertat de culte (després que un jueu havia estat executat per blasfèmia amb precipitació) i de comerç i la igualtat davant la llei, i permetia als estrangers adquirir propietats al país i desenvolupar qualsevol activitat econòmica. Per decret de 30 d'agost de 1858 es va crear la municipalitat de Tunis formada per un president (el general Husayn), un vicepresident, un secretari i dotze membres escollits pel bey entre els notables locals musulmans; el mateix dia es va decretar el dret d'expropiació per causa d'utilitat pública.
Va morir el 22 de setembre de 1859 i el va succeir el seu germà Muhammad III ibn al-Husayn, conegut com a Muhammad III al-Sadik.